# Laure Boulleau
Laure Boulleau (født 22. oktober 1986) er en fransk fodboldspiller, der spiller for den franske klub Paris Saint-Germain Féminines i Division 1 Féminine. Hun spiller hovedsagelig som midtbanespiller.